# Далем-дорф (станция метро)
«Далем-дорф» (нем. Dahlem-Dorf) — станция Берлинского метрополитена. Расположена на линии U3, между станциями «Подбельскиаллее» (нем. Podbielskiallee) и «Тильплац» (нем. Thielplatz). Станция расположена на пересечении улиц Архивштрассе (нем. Archivstraße) и Фабекштрассе (нем. Fabeckstraße).

## История
Станция открыта 12 октября 1913 года в составе участка «Хоэнцоллернплац» — «Тильплац» и расположена в районе Берлина Штеглиц-Целендорф. В 1980 году при пожаре наземный вестибюль станции был практически полностью уничтожен, после чего был восстановлен по историческим чертежам.

## Архитектура и оформление

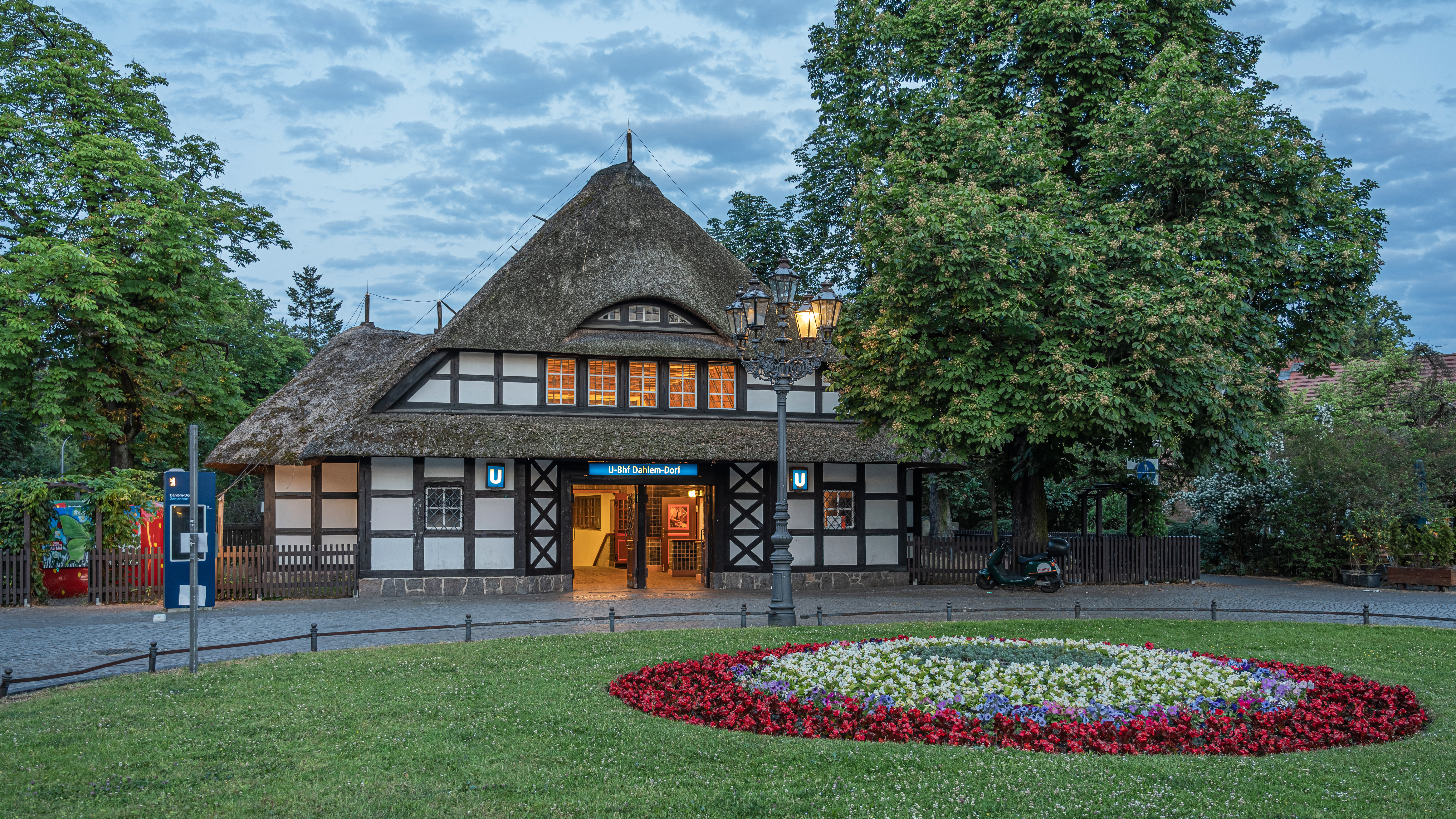
Вход на станцию

Станция построена по проекту архитекторов Фридриха и Вильгельма Хэннинг и представляет собой наземную платформу, над которой расположен автомобильный мост. В северо-восточном конце платформы расположен вестибюль, который напоминает дом зажиточного крестьянина севера Германии. Изнутри вестибюль выполнен в стиле охотничьего дома. В 1984 году на платформу станции были помещены две скамьи, напоминающие о близлежащем этнографическом музее.